# Castell de Vilalta
El castell de Vilalta és un edifici de Sant Guim de Freixenet (Segarra) declarat bé cultural d'interès nacional. Es troba al sud-est de la vila, en un esperó que domina la capçalera del barranc de la Cova. L'indret és conegut com les Vilaltes.

## Descripció
La torre de guaita es troba amagada dins d'una petita zona boscosa, i s'alça damunt la roca. Abans de la restauració, del seu castell es conservava la meitat oriental de l'estructura d'una torre de base cilíndrica, amb uns 3 metres d'alçada i presentant un farciment al seu interior fruit de l'enderroc de l'estructura. Té un gruix d'1,75 m. El seu sistema constructiu es realitza a partir d'un doble mur de carreus rectangulars farcits amb pedra irregular i morter. Exteriorment l'aparell és força regular; solament trenca la relativa unitat de les filades unes llosetes posades verticalment de manera aleatòria, les quals donen una singularitat a l'acabat final de l'obra. El parament estava ben conservat a excepció d'un forat d'aproximadament 1 m de diàmetre.
La zona de ponent, que era gairebé enderrocada del tot, correspon a la part més accessible de la fortificació. Per tot això es pot suposar que en aquesta part hi devia haver un fossat que avui ha estat colgat pel camp de conreu que arriba vora la mateixa torre. Cal datar la construcció a mitjan segle xi, època en què la frontera cristiana es consolida a la zona.
Any 2017. Restaurada recentment, la torre es troba consolidada.

## Història
La construcció d'aquesta torre, com la resta dels castells veïns, cal situar-la a mitjan segle xi, moment que es va reconquerir i repoblar tot aquest territori. Es té constància documental de l'existència del seu castell l'any 1078, a partir del testament d'Adelaida, filla dels vescomtes de Cardona i dona de Guillem de Mir. En ell disposava que la propietat dels castells de la Guàrdia, Sant Guim, Vilalta, Palamós i l'Albió, que la dama posseïa a través del seu primer marit Guerau de la Guàrdia, passessin a ser propietat del seu marit Guillem Mir i fills.